# Sophia Xenophontos
 (septembre 2024).
La mise en forme du texte ne suit pas les recommandations de Wikipédia : il faut le « wikifier ».
Les points d'amélioration suivants sont les cas les plus fréquents :
- Les titres sont pré-formatés par le logiciel. Ils ne sont ni en capitales, ni en gras.
- Le texte ne doit pas être écrit en capitales (les noms de famille non plus), ni en gras, ni en italique, ni en « petit »…
- Le gras n'est utilisé que pour surligner le titre de l'article dans l'introduction, une seule fois.
- L'italique est rarement utilisé : mots en langue étrangère, titres d'œuvres, noms de bateaux, etc.
- Les citations ne sont pas en italique mais en corps de texte normal. Elles sont entourées par des guillemets français : « et ».
- Les listes à puces sont à éviter, des paragraphes rédigés étant largement préférés. Les tableaux sont à réserver à la présentation de données structurées (résultats, etc.).
- Les appels de note de bas de page (petits chiffres en exposant, introduits par l'outil «  Source ») sont à placer entre la fin de phrase et le point final[comme ça].
- Les liens internes (vers d'autres articles de Wikipédia) sont à choisir avec parcimonie. Créez des liens vers des articles approfondissant le sujet. Les termes génériques sans rapport avec le sujet sont à éviter, ainsi que les répétitions de liens vers un même terme.
- Les liens externes sont à placer uniquement dans une section « Liens externes », à la fin de l'article. Ces liens sont à choisir avec parcimonie suivant les règles définies. Si un lien sert de source à l'article, son insertion dans le texte est à faire par les notes de bas de page.
- La présentation des références doit suivre les conventions bibliographiques. Il est recommandé d'utiliser les modèles {{Ouvrage}}, {{Chapitre}}, {{Article}}, {{Lien web}} et/ou {{Bibliographie}}. Le mode d'édition visuel peut mettre en forme automatiquement les références.
- Insérer une infobox (cadre d'informations à droite) n'est pas obligatoire pour parachever la mise en page.

Pour une aide détaillée, merci de consulter Aide:Wikification.
Si vous pensez que ces points ont été résolus, vous pouvez retirer ce bandeau et améliorer la mise en forme d'un autre article.
Sophia Xenophontos FHEA, MAE est une classiciste greco-chypriote et chercheuse principale à l'Académie d'Athènes (Centre de recherche sur la littérature grecque et latine). Xenophontos est ancienne professeure agrégée de grec à l'Université Aristote de Thessalonique.  Elle est également chercheuse affiliée à l'Université de Glasgow, où elle a précédemment occupé le poste de maître de conférences en lettres classiques et celui d'investigatrice principale et directrice du projet Byzantine Aristotle, financé par le AHRC,,.
Xenophontos est collaboratrice externe pour le projet Commentaria in Aristotelem Graeca et Byzantina (sous les auspices de l'Académie des sciences et des humanités de Berlin-Brandebourg) et fondatrice ainsi que rédactrice en chef de la série de livres Theorising the Greek and Roman Classics (Routledge, Royaume-Uni).
Elle se spécialise dans la littérature grecque des Ier et IIe siècles après J.-C., avec un accent particulier sur Plutarque. Ses approches innovantes des Vies et Moralia de Plutarque ont été largement saluées par la critique. Elle a également élargi son champ de recherche pour inclure le médecin Galien de Pergame, en étudiant l'interaction entre ses écrits psychologiques et moraux ainsi que la théorie et pratique médicales. Elle a notamment reçu une subvention de la Wellcome Trust University pour ses recherches. Son principal résultat est la monographie Medicine and Practical Ethics in Galen, publiée en 2024 par Cambridge University Press, qui a reçu de nombreux éloges.
Ses recherches sur Galien ont eu un impact au-delà du domaine académique, apparaissant notamment dans le magazine allemand Der Spiegel et contribuant ainsi à la vulgarisation de la psychothérapie ancienne et des émotions.
Active dans la tradition des commentaires aristotéliciens et dans l'étude des œuvres philosophiques byzantines, Xenophontos a publié des éditions critiques et des traductions, notamment sur Théodore Métochite et Georges Pachymère, dont elle est une autorité reconnue.

## Publications
(septembre 2024).

### Livres
- Xenophontos, Sophia. Medicine and Practical Ethics in Galen. Cambridge: Cambridge University Press, 2024.  (ISBN 9781009247795)
- Galien, Sur l'évitement de la détresse, Sur mes propres opinions. Édition critique par Ioannis Polemis et Sophia Xenophontos ; Traduction par Sophia Xenophontos. Berlin: De Gruyter, Trends in Classics, 2023.  (ISBN 9783111320816)
- Georges Pachymère, Commentaire sur Aristote, Éthique à Nicomaque: édition critique avec introduction et traduction. Édité par Sophia Xenophontos. Traduit par Sophia Xenophontos et Crystal Addey. Berlin: De Gruyter, Commentaria in Aristotelem Graeca et Byzantina, 2022[5].  (ISBN 9783110642841)
- Marmodoro, Anna, et Sophia Xenophontos, éd. The Reception of Greek Ethics in Late Antiquity and Byzantium. Cambridge: Cambridge University Press, 2021.  (ISBN 9781108833691)
- Théodore Métochite. Sur la morale ou concernant l'éducation. Traduit par Sophia Xenophontos. Dumbarton Oaks Medieval Library 61. Cambridge, Mass.; Londres: Harvard University Press, 2020.  (ISBN 9780674244634)
- Xenophontos, Sophia, et Katerina Oikonomopoulou, éd. Brill's Companion to the Reception of Plutarch. Vol. 20. Brill: Leiden, 2019[6].  (ISBN 9789004409446)
- Bouras-Vallianatos, Petros, et Sophia Xenophontos, éd. Greek Medical Literature and its Readers: From Hippocrates to Islam and Byzantium. Londres-New York : Routledge, 2018.[note 1]  (ISBN 9780367593209)
- Xenophontos, Sophia. Ethical Education in Plutarch: Moralising Agents and Contexts (2016)[8],[9],[10],[11],[12]  (ISBN 978-3110350364)

### Articles
- Xenophontos, Sophia. "Les images médicales dans les oraisons de Maxime de Tyr." Medical History 67.3 (2023): 211–227. DOI 10.1017/mdh.2023.23
- Xenophontos, Sophia. "Exploration des émotions dans le bas-Byzance: Théodore Métochite sur l'affectivité." Byzantion 91 (2021) : 423–463. DOI 10.2143/BYZ.91.0.3289891
- Xenophontos, Sophia. "La réception de Plutarque dans les poèmes panégyriques de Georges de Pisidie." Byzantine and Modern Greek Studies 44, no. 2 (2020) : 189-211. DOI 10.1017/byz.2020.1
- Xenophontos, Sophia. "La dynamique culturelle du terme Hellanodikes dans le bas Byzance Paléologue." Byzantinische Zeitschrift 108, no. 1 (2015) : 219–228. DOI 10.1515/bz-2015-0012
- Xenophontos, Sophia A. "Lire Plutarque dans la Grèce du XIXe siècle: la paideia classique, l'émancipation politique et la conscience nationale – le cas d'Adamantios Koraes." Classical Receptions Journal 6, no. 1 (2014): 131–157. DOI 10.1093/crj/cls011
- Xenophontos, Sophia. "Recours à des sources rares de l'antiquité: Nicéphore Basilakès et la popularité des Vies parallèles de Plutarque dans le Byzance du XIIe siècle." Parekbolai (2014): 1–12. DOI 10.26262/par.v4i0.4017
- Xenophontos, Sophia. "‘Un portrait vivant de Caton’: autoportrait et passé classique dans les Chiliades de Jean Tzétzès." Estudios bizantinos 2 (2014): 187-204.
- Xenophontos, Sophia. "Psychothérapie et rhétorique moralisatrice dans le De l’évitement de la détresse (Peri Alypias) de Galien, récemment découvert." Medical History 58, no. 4 (2014): 585–603. DOI 10.1017/mdh.2014.54
- Xenophontos, Sophia A. "Images et éducation chez Plutarque." Classical Philology 108, no. 2 (2013): 126–138. DOI 10.1086/671417
- Xenophontos, Sophia A. "La technique de composition de Plutarque dans An seni respublica gerenda sit: regroupements vs modèles." American Journal of Philology (2012): 61–91.
- Xenophontos, Sophia. "Comédie dans les Vies parallèles de Plutarque." Greek Roman and Byzantine Studies 52, no. 4 (2012): 603–631.
- Xenophontos, Sophia. "Peri agathou strategou: Fabius Maximus chez Plutarque et l'éthique du commandement." Hermes 140, no. 2 (2012): 160–183.

### Chapitres de livres
- Xenophontos, Sophia. «Georges Pachymère et son commentaire sur l'Éthique à Nicomaque d'Aristote: un nouveau témoignage de l'instruction philosophique et du didactisme moral à la fin de l'époque byzantine», in The Reception of Greek Ethics in Late Antiquity and Byzantium. Cambridge: Cambridge University Press, 2021, éd. S. Xenophontos et A. Marmodoro, 226–248.
- Xenophontos, Sophia. "Plutarque et Théodore Métochite." In Brill's Companion to the Reception of Plutarch, pp. 310–323. Brill, 2019. DOI 10.1163/9789004409446_020
- Xenophontos, Sophia. "Plutarque et Adamantios Koraes." In Brill's Companion to the Reception of Plutarch, pp. 546–562. Brill, 2019. DOI 10.1163/9789004409446_034
- Xenophontos, Sophia. "L'exhortation à l'étude de la médecine de Galien: un ouvrage éducatif pour les étudiants en médecine", in Greek Medical Literature and its Readers: From Hippocrates to Islam and Byzantium. Londres-New York : Routledge, 2018, éd. P. Bouras-Vallianatos et S. Xenophontos, 67–93.
- « Le Plutarque byzantin : identité personnelle et modèle dans l'Essai 71 des Semeioseis gnomikai de Théodore Métochite », in The Afterlife of Plutarch. Londres : Bulletin of the Institute of Classical Studies Supplement. Institute of Classical Studies (2018), éd. P. Mack et J. North, 23-39.
- Xenophontos, Sophia. « Espace militaire et paideia dans les Vies de Pyrrhus et de Marius », in Space, Time, and Language in Plutarch. Berlin-New York : De Gruyter, 2017, éd. A. Georgiadou et Κ. Oikonomopoulou, 317–326. (Le chapitre a été traduit en russe sur invitation ; il figure dans Hypothekai [2020] 4 : 207–223). DOI 10.32880/2587-7127-2019-4-4-207-223
- Xenophontos, Sophia. "Plutarque", in A Companion to Ancient Education. Chichester : Wiley-Blackwell, 2015, éd. Martin Bloomer, 335–346.
- Xenophontos, Sophia. "De Chéronée à Paris : Adamantios Koraes en tant que lecteur de Plutarque et le choix des héros." (2013) : 455–464.